# Mormyrops masuianus
Mormyrops masuianus är en fiskart med fenor som beskrevs av Boulenger, 1898. Mormyrops masuianus ingår i släktet Mormyrops och familjen Mormyridae. IUCN kategoriserar arten globalt som livskraftig. Inga underarter finns listade i Catalogue of Life.